# کرکاکوتاش
کرکاکوتاش (به مجاری:  Kerkakutas) یک شهرداری در مجارستان است که در ناحیه لنتی واقع شده‌است. کرکاکوتاش ۲۰٫۰۷ کیلومتر مربع مساحت و ۱۵۱ نفر جمعیت دارد.